# 남병영
남병영(南兵營)은 함경남도 북청에 위치하였던 조선시대의 함경남도병마절도사의 군영을 의미한다. 지휘관은 남병사(南兵使)인 종2품 함경남도 병마절도사(咸鏡南道兵馬節度使)이다.

## 연혁
- 1467년(세조 13년), 함경남도병마영 신설 : 경성(鏡城)의 북병사, 북청의 남병사로 분할
- 1895년(고종 32년) 5월 26일, 폐지

## 남병영 건물
북청 소재 함경도 남병영에는 대표적으로 다음과 같은 같은 건물이 있었다.
- 운주헌(運籌軒) : 종2품 병마절도사의 공식 업무 공간
- 내아(內衙) : 북병사 가족의 생활 공간
- 정세당(淨洗堂) : 남병사의 업무 공간 (남병영 동헌)
- 청해막부(靑海幕府) : 비장(裨將)의 업무 공간
- 문루(門樓) : 북병영 정문[2]

### 남병영 인근 시설
- 북청부(北靑府) : 북청 지역의 행정, 사법, 치안을 담당하는 종5품 북청판관(北靑判官)의 관청 (남병영 서쪽에 위치)
- 청해관(靑海館) : 각종 의례를 행하거나 북청을 방문한 관원의 숙박 용도로 사용되던 객사(客舍) 건물 (남병영 서남쪽에 위치)
- 찬주헌(贊籌軒) : 남병영 중군(中軍)인 종3품 병마우후(兵馬虞候)의 건물 (남병영과 북청부 사이에 위치)
- 향교(鄕校) : 북청부의 관립 교육기관 (남병영이 소재한 북청읍성 밖 북쪽에 위치)

## 같이 보기
- 북병영
- 북청군